# Elattostachys dzumacensis
Elattostachys dzumacensis är en kinesträdsväxtart som beskrevs av F. Adema. Elattostachys dzumacensis ingår i släktet Elattostachys och familjen kinesträdsväxter. Inga underarter finns listade i Catalogue of Life.